# Tom Jackson (attore)
Thomas Dale Jackson (27 ottobre 1948) è un attore e cantante canadese.
Ha creato e interpretato una serie annuale di concerti di Natale chiamati Huron Carole per 18 anni. È stato rettore della Trent University dal 2009 al 2013. Ha interpretato Billy Twofeathers in Shining Time Station e Peter Kenidi in North of 60.

## Biografia
Tom Jackson è nato nella One Arrow Reserve, Saskatchewan, vicino a Batoche, figlio di Rose, una Cree e Marshall, un inglese. Si è trasferito con la sua famiglia a Namao, Alberta all'età di sette anni, e poi a Winnipeg, Manitoba quando aveva quattordici anni. Un anno dopo abbandonò la scuola superiore e visse per strada per diversi anni.
Come attore, ha recitato in programmi televisivi come North of 60 e Shining Time Station dove il suo personaggio Billy Twofeathers ha debuttato nell'episodio di Halloween "Scare Dares". Jackson ha anche fatto un'apparizione come ospite in Star Trek: The Next Generation nell'episodio della settima stagione Journey's End. I suoi film includono Loyalties e The Diviners.
Ha anche recitato in Grizzly Falls nel 1999. La sua carriera cinematografica rimane attiva con la sua apparizione nel thriller horror del 2007 Skinwalkers. Nel 2014, è apparso nell'acclamato film dell'acclamato regista Sidney J. Furie The Dependables, nel ruolo del Sergente Robinson. Nel 2019, ha interpretato White Bull, un Ute signore della droga, al fianco di Liam Neeson nel film Cold Pursuit. È membro del cast della nuova serie del 2023 Sullivan's Crossing.

## Vita privata
Tom ora risiede a Calgary con sua moglie Alison (nata Jones) e quattro figli.

## Filantropia
Un noto filantropo, Jackson ha creato una serie annuale di concerti di Natale chiamati Huron Carole. Con Jackson e numerosi altri cantanti e artisti canadesi, la troupe Huron Carole viaggia attraverso il paese ogni anno, raccogliendo fondi per la Canadian Association of Food Banks. Un album di canzoni natalizie registrate in occasione del tour è un best seller annuale in Canada. Dopo 17 anni, Jackson ritirò gli Huron Carole e al suo posto lanciò "Singing for Supper", un tour attraverso il Canada che suonava in luoghi più piccoli della comunità raccogliendo denaro e doni di cibo, durante il periodo natalizio del 2005.
Dopo che il membro del cast di "North of 60", Mervin Good Eagle, morì suicida nell'ottobre 1996, Tom iniziò il Dreamcatcher Tour.
Nella primavera del 1997 la città natale di Jackson si stava preparando per "l'alluvione del secolo" che aveva già sommerso le città a sud del confine tra Stati Uniti e Canada. Jackson ha avuto un ruolo determinante nell'organizzazione di concerti di soccorso in seguito all'alluvione in tutta la nazione (Calgary, Winnipeg).

## Onori e decorazioni
Jackson è stato premiato più volte per il lavoro della sua vita. In particolare, nel 2000, è stato nominato Ufficiale dell'Ordine del Canada ed è un ex membro del Consiglio consultivo dell'Ordine del Canada. È stato candidato per i Juno Awards e i Gemini Awards. Ha inoltre ricevuto riconoscimenti da diverse università canadesi, tra cui lauree honoris causa dalla Università di Calgary, dalla Trent University e dalla Università di Lethbridge. Ha anche ricevuto il Premio Umanitario ai 2007 Juno Awards per il suo impegno di beneficenza.
Nel maggio 2014, Jackson ha ricevuto un Premio per le arti dello spettacolo del Governatore Generale (GGPAA) per il suo contributo a vita alle trasmissioni canadesi. Al gala in onore dei destinatari della GGPAA il 10 maggio, Jackson è salito sul palco del National Arts Center per eseguire una delle sue canzoni.
Il 14 aprile 2009, Jackson è stato annunciato come decimo rettore della Trent University. Jackson ha ricoperto questa posizione fino al 2013.

## Filmografia parziale

### Cinema
- Grizzly Falls - La valle degli orsi (Grizzly Falls), regia di Stewart Raffill (1999)
- Mee-Shee: The Water Giant, regia di John Henderson (2005)
- Skinwalkers - La notte della luna rossa (Skinwalkers), regia di James Isaac (2006)
- Legami di sangue - Deadfall  (Deadfall), regia di Stefan Ruzowitzky (2012)
- The Dependables, regia di Sidney J. Fury (2014)
- Un uomo tranquillo (Cold Pursuit), regia di Hans Petter Moland (2019)

### Televisione
- Street Legal – serie TV, un episodio (1988)
- I Campbell (The Campbells) – serie TV, 2 episodi (1989-1990)
- North of 60 – serie TV, 90 episodi (1992-1997)
- Star Trek: The Next Generation – serie TV, un episodio (1994)
- Indiani d'America (500 Nations) – serie TV, (1995) - Voce
- Le avventure di Shirley Holmes (The Adventures of Shirley Holmes) – serie TV, un episodio (1996)
- Relic Hunter – serie TV, un episodio (2002)
- Law & Order: Criminal Intent – serie TV, un episodio (2006)
- La piccola moschea nella prateria (Little Mosque on the Prairie) – serie TV, un episodio (2007)
- Cardinal – serie TV, 4 episodi (2018)
- Outlander – serie TV, 3 episodi (2019-2022)
- Supergirl – serie TV, un episodio (2021)

## Doppiatori italiani
Nelle versioni in italiano delle opere in cui ha recitato, Tom Jackson è stato doppiato da:
- Nino Prester in Star Trek: The Next Generation
- Paolo Marchese in Grizzly Falls - La valle degli orsi
- Massimiliano Lotti in Cardinal
- Franco Zucca in Un uomo tranquillo
- Roberto Fidecaro in Outlander
- Gianni Giuliano in Supergirl